# Akademija za hebrejski jezik
Akademija za hebrejski jezik הָאָקָדֶמְיָה לַלָּשׁוֹן הָעִבְרִית) osnovana je 1953. odlukom izraelske vlade kao kao "vrhovna institucija za učenje hebrejskog jezika" u Jeruzalemu.
Akademija objavljuje brošuru pod naslovom אקדם, u kojem izvješćuje o novim jezičnim tvorevinama, stručnim izrazima i povijesnim zbivanjima.

## Vanjske poveznice
- Službena stranica